# Daniela Bascopé
Daniela Bascopé (tên khai sinh là Daniela Bascopé Van Grieken vào ngày 11 tháng 4 năm 1982) là một nữ diễn viên và ca sĩ người Venezuela gốc Hoa được biết đến với vai diễn trong nhiều bộ phim và phim truyền hình khác nhau.

## Tiểu sử
Daniela bắt đầu sự nghiệp của mình trong thế giới nghệ thuật biểu diễn với một nhóm kịch có tên Acto Anónimo. Năm 15 tuổi, cô ra mắt truyền hình đầu tiên trong telenovela Samantha.
Năm 2007, Daniela được chẩn đoán mắc bệnh ung thư bạch huyết. Sau một quá trình hồi phục vất vả, cô đã phát hành một cuốn sách có tựa đề VENCER Y VIVIR kể chi tiết về cuộc đấu tranh của cô với căn bệnh ung thư. cuốn sách được xuất bản bởi nhà xuất bản Santillana và trở thành cuốn sách bán chạy nhất ở Venezuela.
Năm 2010, Bascopé có vai trò nhân vật chính đầu tiên trong telenovela Harina de Otro Costal.
Năm 2011, cô đã có được vai chính thứ hai trong sự nghiệp của mình trong telenovela El árbol de Gabriel do Venevisión sản xuất. Cùng năm đó, cô phát hành album âm nhạc đầu tiên mang tên Ven có sự kết hợp của các phong cách âm nhạc như bossa nova, techno và nhạc thế giới.
Năm 2013, cô được chọn vào vai Corina Montoya trong bộ phim sản xuất Las Bandidas của RTI-Televisa-RCTV.
Cô đã phát hành album thứ hai mang tên Tengo Remedio vào tháng 4 năm 2013.

## Đóng phim
| Năm         | Chức vụ                  | Vai trò                        | Ghi chú                  |
| ----------- | ------------------------ | ------------------------------ | ------------------------ |
| 1998        | Samantha                 | Anabela                        |                          |
| 1999        | Toda tees                | Elizabeth Tariffi Martínez     |                          |
| 2001        | La soberana              | Chery Benavides                |                          |
| 2003        | tiếng Anh                | Gabriela Inés Reyes Valderrama |                          |
| 2005        | El amor las vuelve locas | Rosaura                        |                          |
| 20062002007 | Công viên quốc gia       | Fedora Palacios                |                          |
| 2009        | La vida entera           | Natalia Montoya                |                          |
| 2010        | Harina de otro           | Valentina                      | Vai trò chính; 60 tập    |
| 20112012012 | El árbol de Gabriel      | Magdalena Miranda              | Vai trò chính; 171 tập   |
| 2013        | Las Bandidas             | Corina Montoya                 | Vai trò chính; 117 tập   |
| 20162012017 | La Doña                  | Valeria Puertas                | Diễn viên chính; 104 tập |
| 2018        | Al otro lado del muro    | Jennifer Williams              | Diễn viên chính          |

## Danh sách đĩa hát
- Ven (2011)
- Tango Remedio (2013) [9]